# Dicladispa ramifera
Dicladispa ramifera es una especie de insecto coleóptero de la familia Chrysomelidae.
Fue descrita científicamente en 1928 por Uhmann.